# Ески капия кула
Ески капия кула (на гръцки: Πύργος Παλιάς Πύλης, в превод Кула на Старата порта) е археологически обект, османска кула край село Халкеро (Кьосе Еляз), Кавалско, Гърция.

## Местоположение
Развалините са разположени на едноименния връх Ески капия югоизточно от Халкеро и североизточно от Кавала. На 80 m на изток е средновековната диатейхизма Ески капия (Палеа Пили).

## История
Размерите на кулата са 9,0 m × 10,5 m. Вътрешно тя е подредена в дълги тесни стаи, покрити със сводести куполи и подобни на плочи камъни. Всяка от страните му има по два тесни прозореца, с изключение на североизточната страна, където е входът. Всичко показва, че това е военен пост с цел наблюдение на пътя Виа Егнация и същевременно и проходите по височините, които заобикалят главния път.
Литография от 1860 година на Мери Аделейд Уокър, публикувана в 1864 година в „През Македония до албанските езера“, показва Кавала с крепостта от запад, а на заден план, над Кавалския акведукт, се вижда Ески капия кула много по-висока от сега. Трябва обаче да се има предвид, че старите гравюри често преувеличават някои детайли.
От техниката на строеж се вижда, че кулата е османска. Професор Костас Цурис в „Археологико Делтио“ № 53, 1998 година, я датира в XVI или XVI век.